# ヤムサ

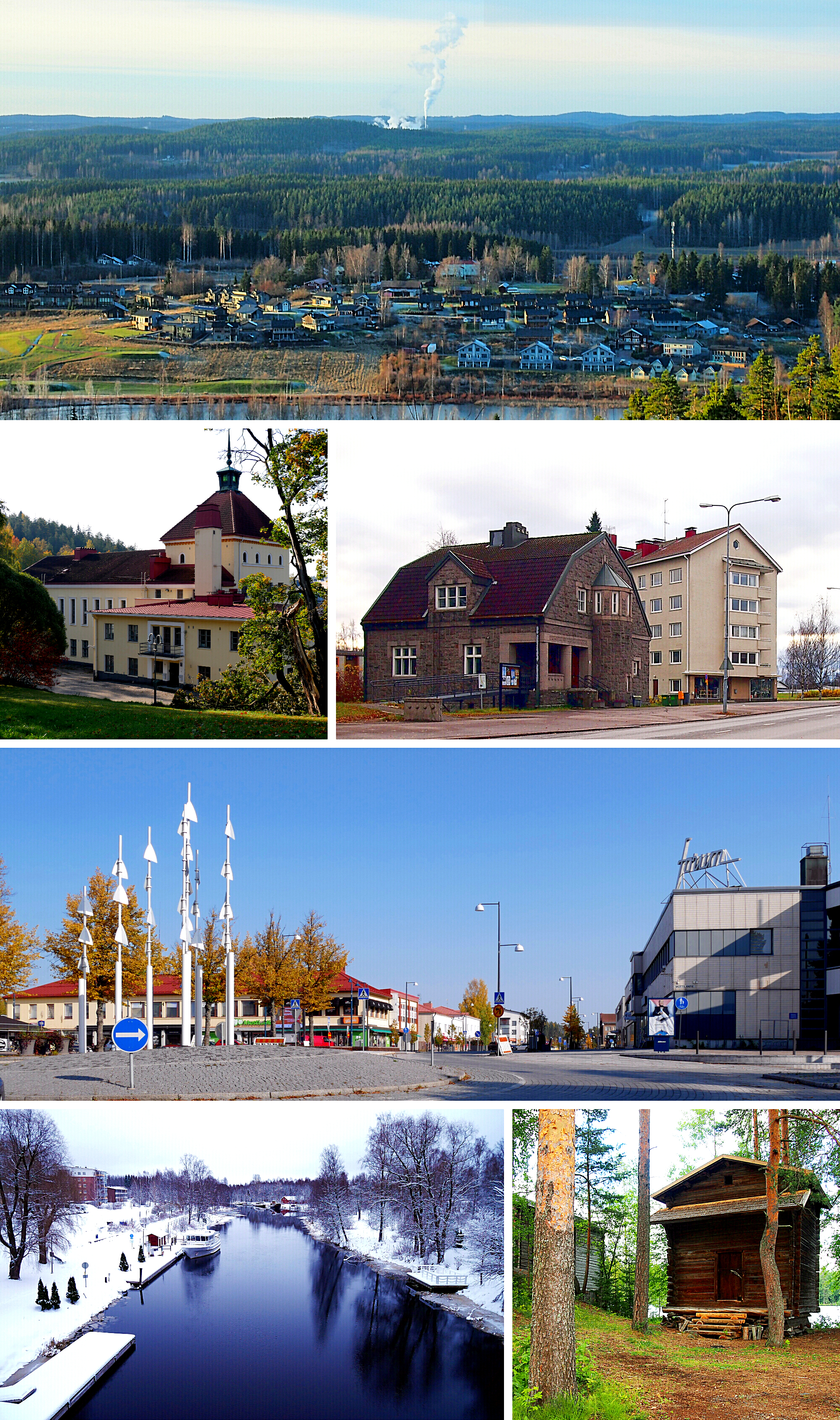
ヤムサ (Jämsä)

ヤムサ（Jämsä [ˈjæmsæ]）は、フィンランド中央スオミ県南部の自治体。ヤムサ郡に属する。タンペレとユヴァスキュラの中間に位置する。
2001年にクオレヴェシ(Kuorevesi)、2007年にランゲルマキ(Längelmäki)、2009年にヤムサンコスキ(Jämsänkoski)をそれぞれ合併した。
ヤムサはフィンランド航空産業の中心地でパトリア社(Patria)の工場が立地、またフィンランド空軍のテスト飛行センターが町中心部から西方20kmのHalli Airportに置かれている。